# Бернхард I Старший (маркграф Северной марки)
Бернхард I Старший (умер 1018/1036) — граф фон Хальденслебен, маркграф Северной марки с 1009 года, сын Дитриха фон Хальденслебен и соперник графов фон Вальбек, одному из которых, Вернеру, он наследовал, после того как император Генрих II отобрал у того Северную марку.

## Биография
В 1011 году владения Бернхарда упоминаются в грамоте Генриха II. В этой грамоте он передаёт Магдебургскому архиепископству крепость Дрецель, что в землях моричан, которые входят в марку Бернхарда.
В 1014 Бернхард должен был доставить Вернера фон Вальбек в королевский суд. Однако, Вернер был тяжело ранен и вскорости скончался.
В 1015, помогая императору, воевал с Болеславом Храбрым.
Бернхард враждовал с магдебургским архиепископом Геро из-за наследства Вернера фон Вальбек. В начале 1016 года Бернхард с большим отрядом напал на Магдебург, захватив там в плен одного из рыцарей архиепископа и ранив другого. Император вмешался на стороне архиепископа — 1 января 1017 года по приказу императора Бернхард босиком просил прощения перед Геро, тот в ответ снял с него отлучение от церкви. На имперском сейме в Альштедте Бернхард обещал Геро 500 фунтов серебром в качестве возмещения за причинённый ущерб. Однако трения продолжались и после. Окончательное примирение между ними произошло 14 апреля 1018 года.
Это упоминание считается последним упоминанием маркграфа. Впрочем, существует историографическая традиция, в которой его отождествляют с его сыном Бернхардом Младшим (ум. 1044/1051). В таком случае по предположению Н. А. Баумгартена он был женат на дочери киевского князя Владимира. Но, скорее всего, на дочери Владимира или Ярослава Мудрого был женат Бернхард Младший.
Согласно «Хронике герцогов Брауншвейгских» Бернхард Старший и Бернхард Младший являются основателями аббатства Луттер. Видимо, Бернхард начал строительство аббатства незадолго до смерти и заканчивал его уже сын. Основание монастыря произошло в период между 1015 и 1036 годами. В 1135 году потомок Бернхарда император Лотарь II превратил его в бенедиктинский монастырь и заложил Кёнигслуттерский собор.

## Жена и дети
Имя и происхождение жены неизвестно. В генеалогических справочниках Бернхарду могут приписывать брак с дочерью Владимира Святославича, который состоялся в 991/992 годах, что маловероятно.
Дети:
- Бернхард (ум. 1044/1051), маркграф Северной марки
- Тетбурга (ум. 1018), монахиня Кведлинбургского аббатства

Возможно, что его дочерью была
- Отелинда (ум. 1043/1044), жена голландского графа Дирка III.

В том случае, когда считают Бернхарда Старшего и Бернхарда Младшего одним человеком, ему приписывают и всех детей Бернхарда Младшего.
Саксонский анналист утверждает, что сыновья Бернхарда Младшего Вильгельм и Оттон были близкими родственниками Вильгельма и Оттона Веймарских, но не знает природу этого родства.